# Lew Sergejewitsch Puschkin

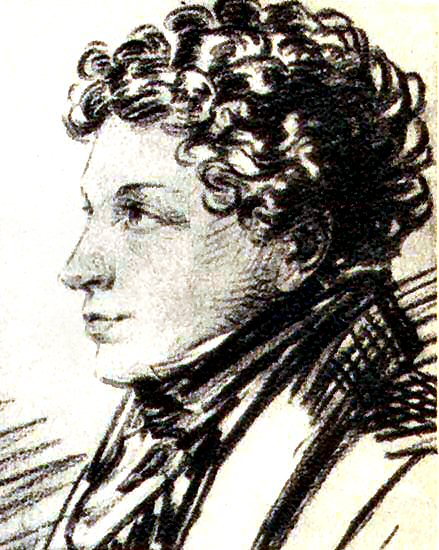
Lew Puschkin,
um 1820 porträtiert von Aleksander Orłowski

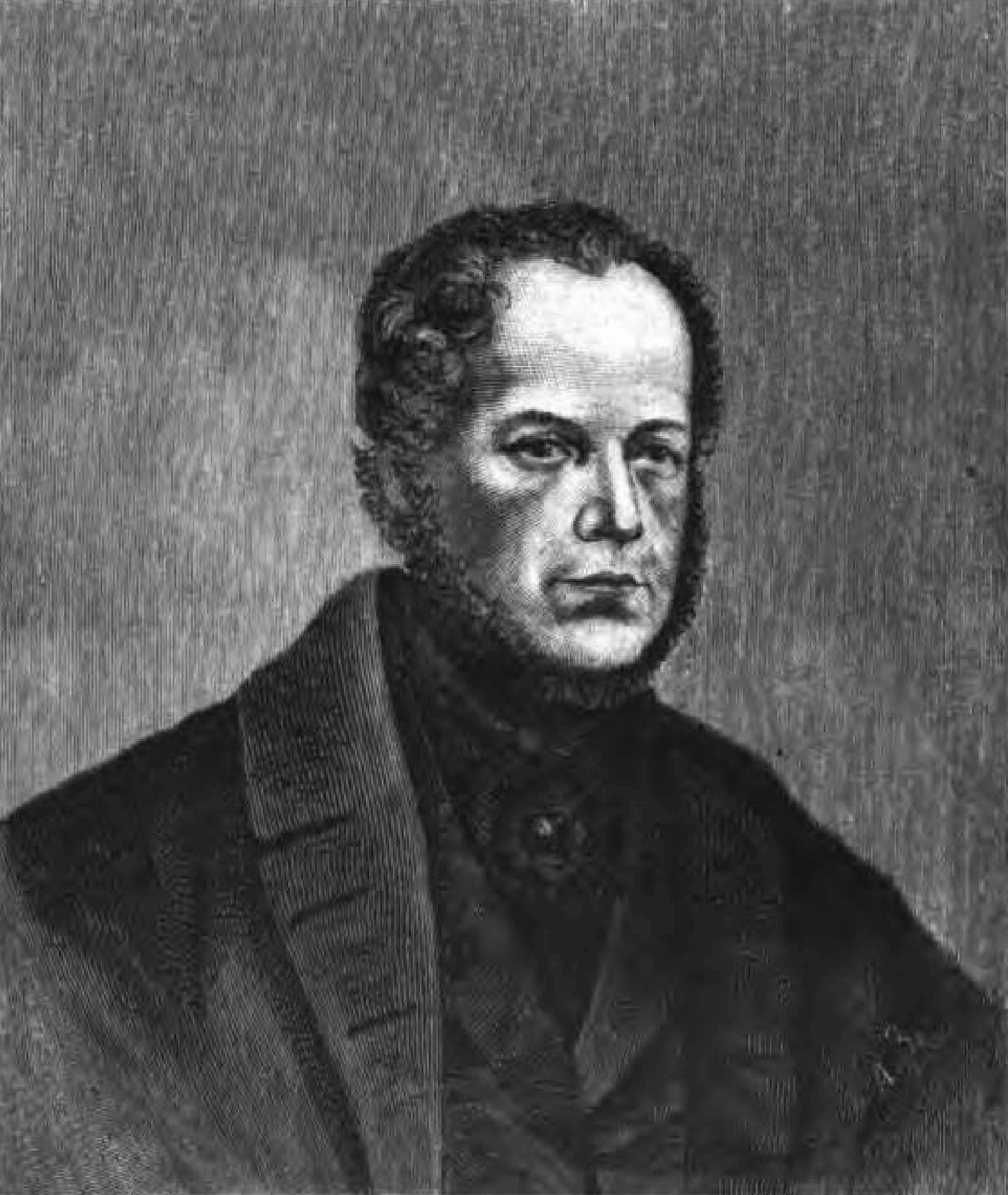
Lew Puschkin,
1849 in Odessa gezeichnet

Lew Sergejewitsch Puschkin (russisch Лев Сергеевич Пушкин; * 17. Apriljul. / 29. April 1805greg. in Moskau; † 19. Julijul. / 31. Juli 1852greg. in Odessa), der Bruder Alexander Puschkins, war einer der beiden Söhne des Ehepaares Nadeschda und Sergei Puschkin.
Die Familie zog nach dem Brand von Moskau 1814 von Nischni Nowgorod über Warschau nach Sankt Petersburg. Lew besuchte dort ab 1815 die Petrischule, darauf das Lyzeum Zarskoje Selo und schließlich das 1817 gegründete Erste Klassische Gymnasium an der Universität. Von letzterer Lehranstalt wurde Lew 1821 relegiert. Er hatte sich an einem Protest gegen die Entlassung des Lehrers für Literatur Küchelbecker beteiligt.
Während der Verbannung Alexander Puschkins nach Südrussland in den Jahren 1820 bis 1824 regelte Lew für den Bruder in Petersburg sozusagen als Sekretär die literarischen Angelegenheiten – zum Beispiel Verhandlungen mit Verlegern et cetera.
Ab November 1824 war Lew Puschkin zwei Jahre lang im Diplomatischen Dienst tätig und nahm darauf als Fahnenjunker im 17. Nischni Nowgoroder Dragonerregiment am Russisch-Persischen Krieg teil. Nach Kriegsende, beurlaubt bis Mai 1831, trat er als Stabskapitän in das Finnische Dragonerregiment ein, zog in den Polnisch-Russischen Krieg 1830/1831 und kehrte im Herbst 1833 aus Warschau nach Petersburg zurück. Als Beamter zunächst im dortigen Innenministerium beschäftigt, ging er 1836 – diesmal als Hauptmann – zur Truppe in den Kaukasus.
1842 quittierte er als Major endgültig den Militärdienst und arbeitete wieder als Beamter – nun beim Odessaer Hafenzoll.
Lew Puschkin heiratete 1843 Jelisaweta Alexandrowna Sagrjaschskaja (1823–1898), Tochter von Alexander Michailowitsch Sagrjaschski, Zivilgouverneur von Sibirien. Die Sagrjaschskis waren Verwandte seiner Schwägerin Natalja. Mit Jelisaweta hatte Lew Puschkin drei Kinder.
- Olga (1844–1923),
- Anatoli (1846–1903),
- Maria (1849–1928).

Lew Puschkin starb an Wassersucht und wurde auf dem Alten Christlichen Friedhof Odessa beerdigt.
Im Petersburger Puschkinhaus sind Lews Briefe und Erinnerungen an den Bruder Alexander aufbewahrt.
Alexander Puschkin hat seinem Bruder Lew zwei Gedichte zugeeignet.
- 1823: Брат милый, отроком расстался ты со мной (Lieber Bruder, du hast dich von mir getrennt),
- 1824: Послание к Л. Пушкину (Botschaft an L. Puschkin).

## Ehrungen
- 1842 Russischer Orden der Heiligen Anna
- 1842 Orden des Heiligen Wladimir